# Бобріч-Гільберсдорф
Бобріч-Гільберсдорф (нім. Bobritzsch-Hilbersdorf) — громада в Німеччині, розташована в землі Саксонія. Входить до складу району Середня Саксонія.
Площа — 55,24 км2. Населення становить 5622 ос. (станом на 31 грудня 2020).